# Armonia evangelica di Dura-Europos

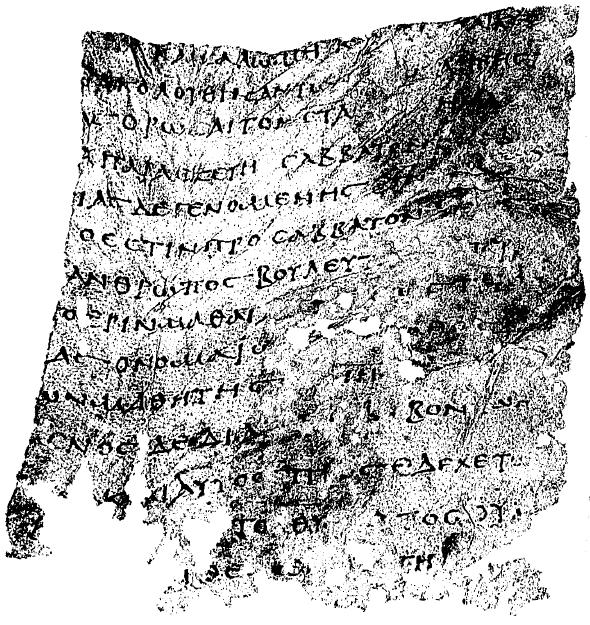
Facsimile del frammento della Armonia evangelica di Dura-Europos

L'Armonia evangelica di Dura-Europos è un'opera della letteratura cristiana, un'armonizzazione dei vangeli simile al Diatessaron di Taziano il Siro, composta in greco negli ultimi tre decenni del II secolo e nota solo attraverso un frammento di manoscritto ritrovato nella città siriana di Dura-Europos.
Quando fu ritrovata in forma frammentaria, questa Armonia fu ritenuta una versione del famoso Diatessaron di Taziano, ma a seguito di uno studio dei pochi brani conservatisi, si notò che si tratta di un'opera indipendente.